# سنورلاكس
سنورلاكس (بالإنكليزية:Snorlax) هو أحد البوكيمونات. يتميز هذا البوكيمون بضخامته الكبيرة ويحب أن يأكل الأعشاب والحشائش والنوم.

## روابط خارجية
- سنورلاكس